# Костёл Всех Святых (Швенчёнис)
Костёл Всех Святых — католический храм в Швенчёнисе, восточная Литва. Богослужения проходят на литовском и польском языках.
Из документа 1514 года, подтверждающего собственность церкви, следует, что первый храм в Швенчёнисе был построен князем Витовтом. Новый храм был построен в 1636 году, восстановлен в 1743-м. К 1817 году храм обветшал, богослужения стали проводить в доме священника. После 1818 года церковь была перестроена. С 1869 года проповеди проходили также и на русском языке.
Современный храм был построен в 1898 году. Здание выстроено в стиле историзма, имеет две башни, боковую ризницу и полукруглую апсиду. Оно состоит из трех нефов, разделенных колоннами. Кладбище окружает каменная ограда.
Внутри находится деревянный неоготический алтарь конца XIX века, деревянная кафедра и небольшой орган того же периода.
После советского периода храм окончательно был отреставрирован в 1998 году.

## Галерея

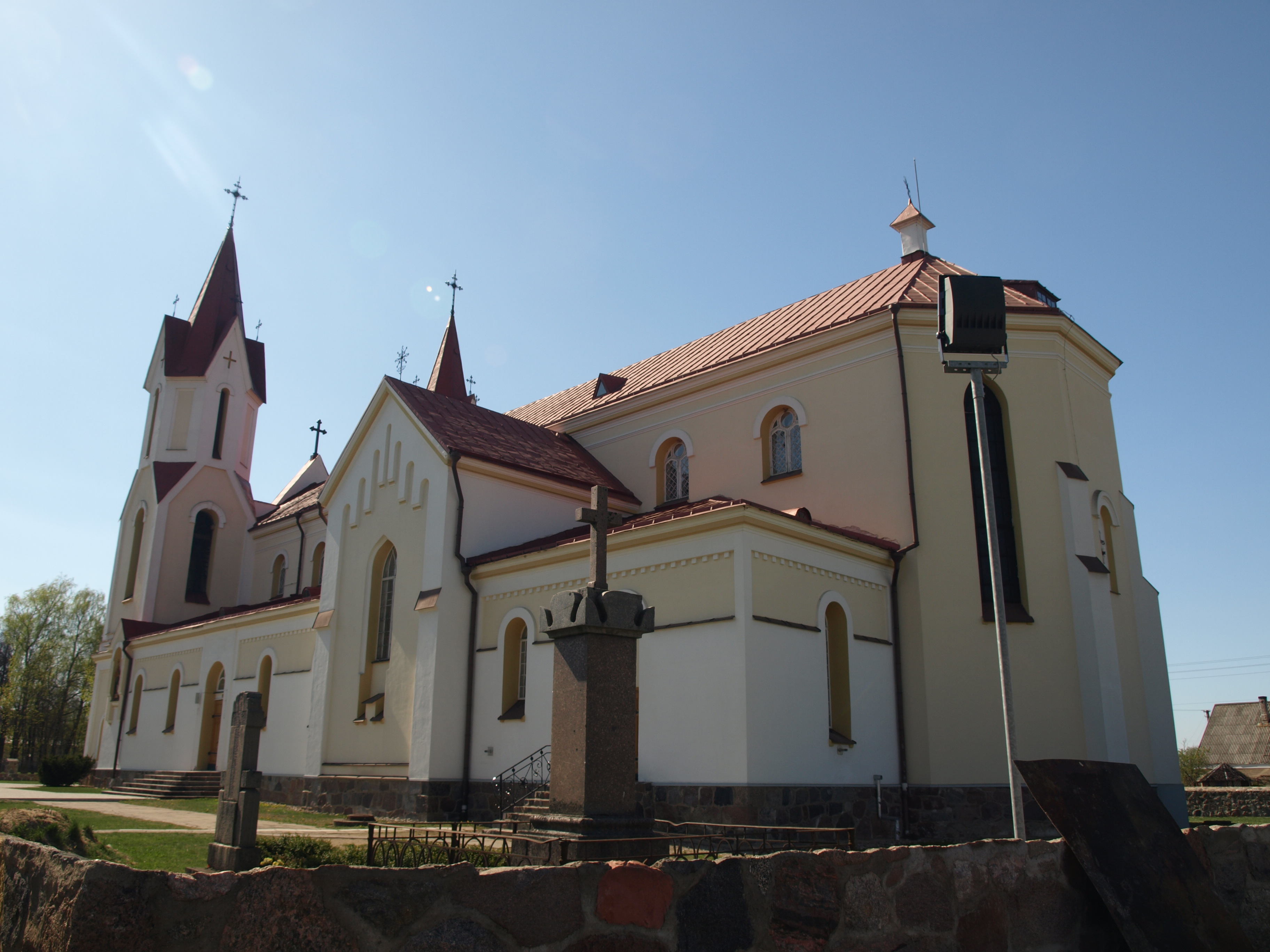
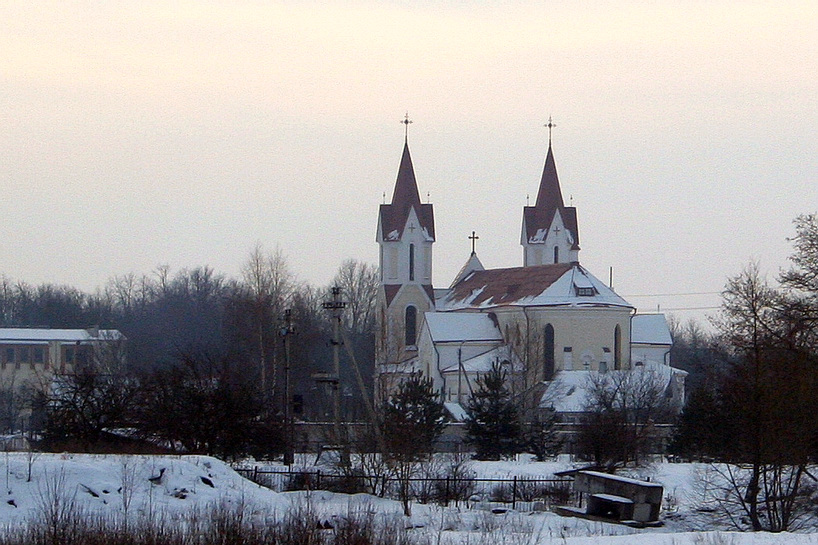
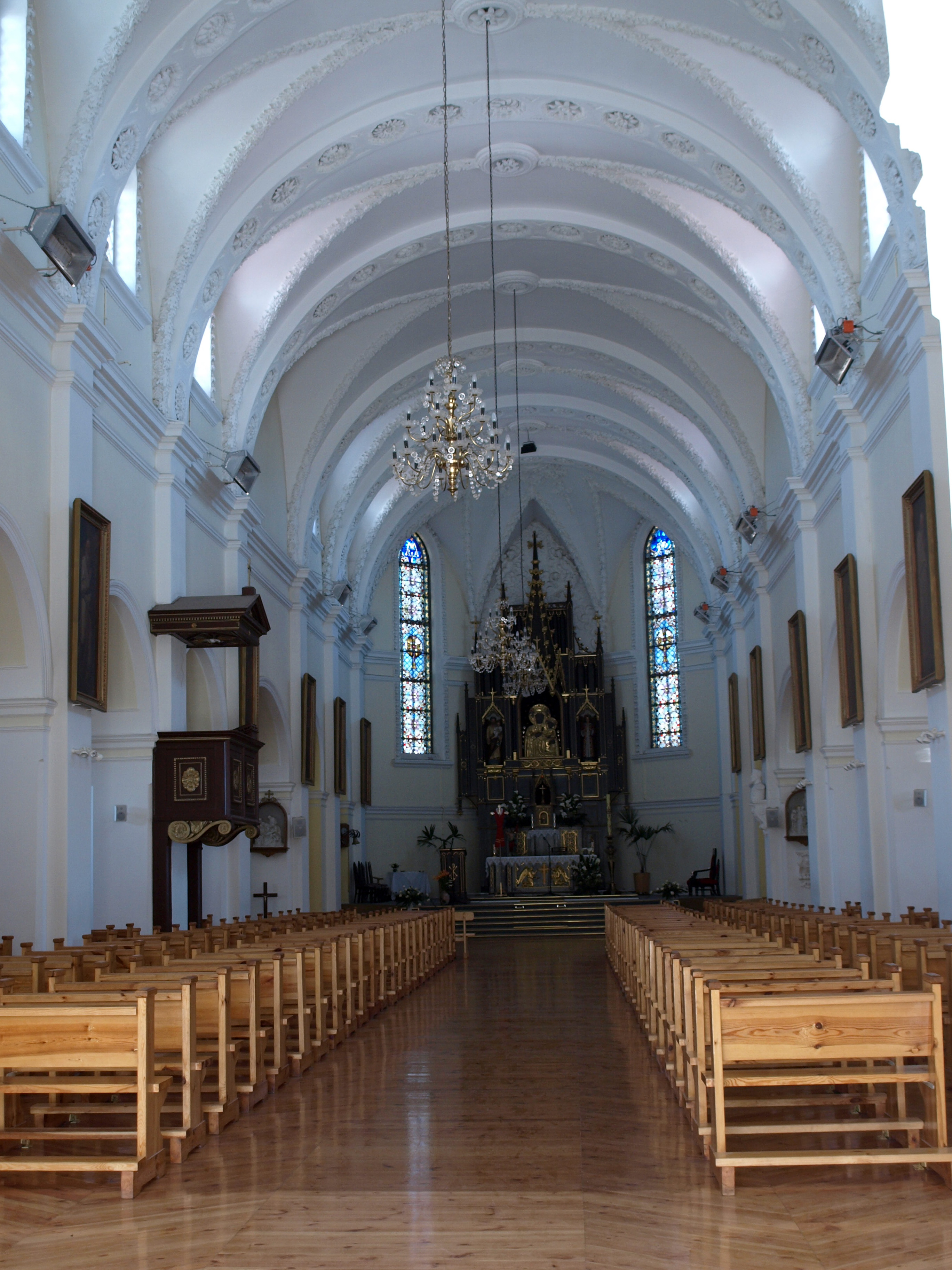
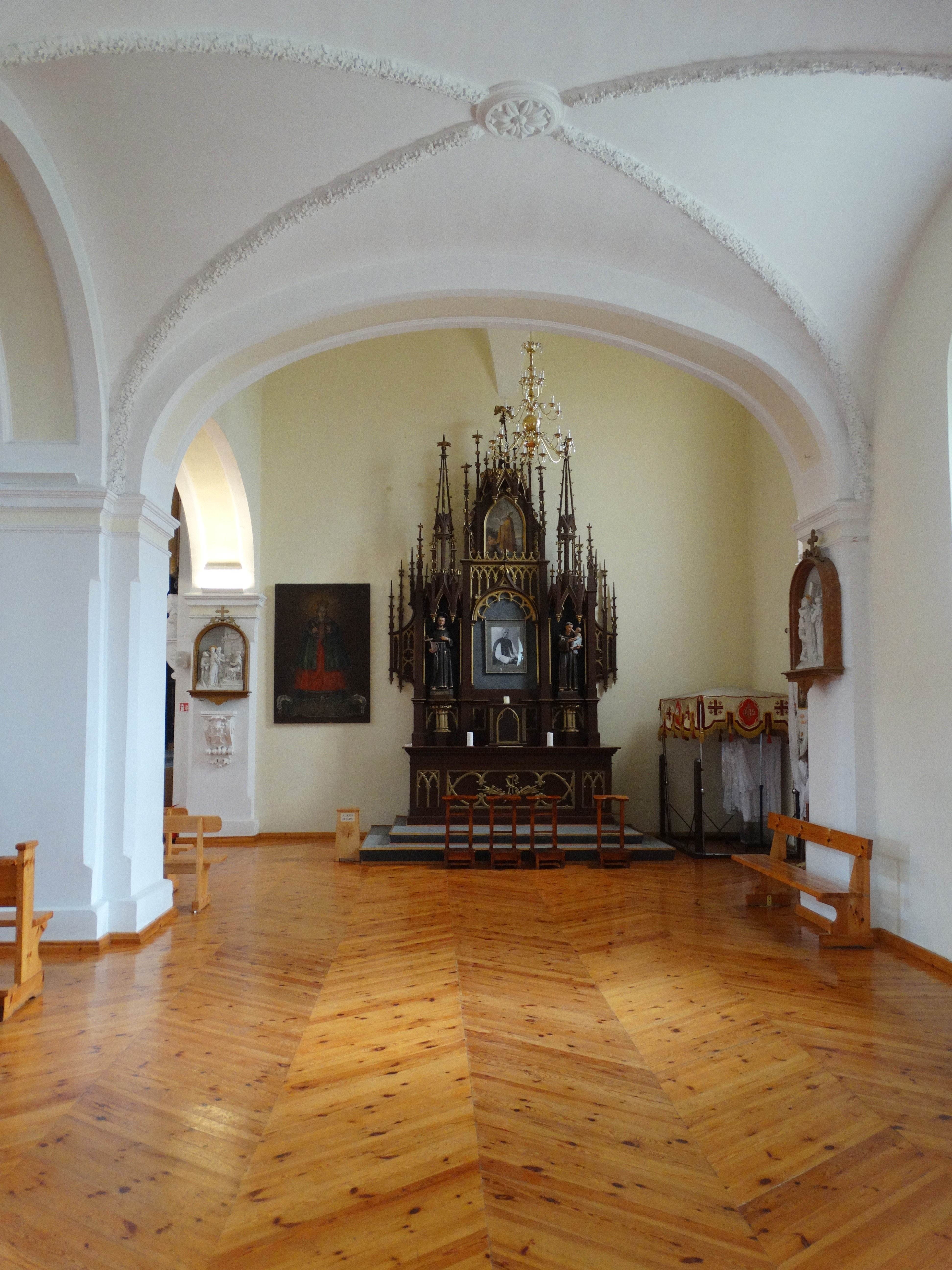
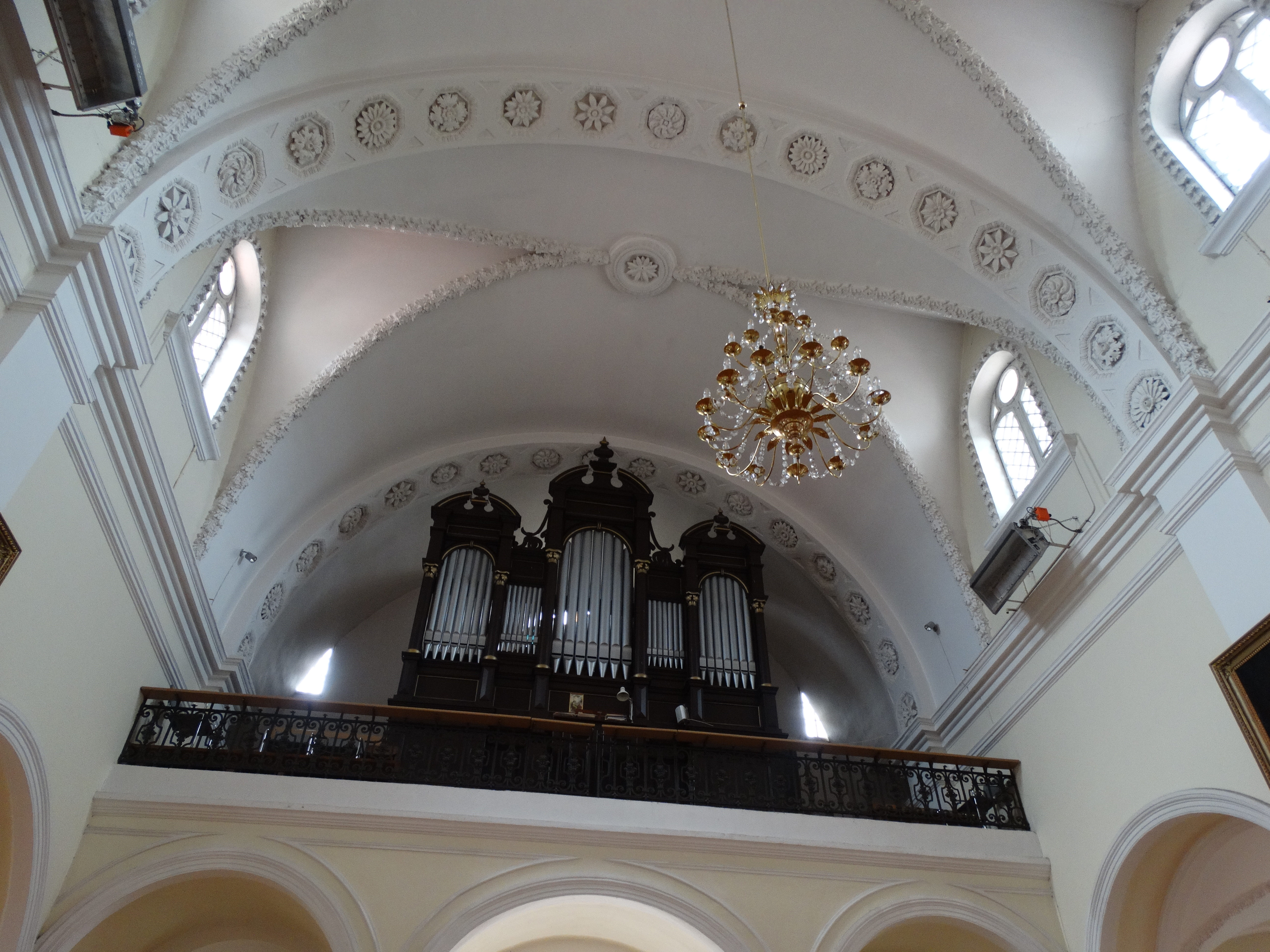